# Serra do Alvão
A Serra do Alvão é uma elevação de Portugal Continental. Situa-se a Noroeste de Vila Real, sendo nela predominantes os xistos e os granitos, separados por afloramentos de quartzitos. Aí se localiza o Parque Natural do Alvão. O ponto mais elevado é o Alto das Caravelas, com 1339 m de altitude.
A serra é limitada pelos vales dos rios Tâmega, a oeste, Cabril e Corgo a sudoeste, e pelo Avelâmes e ribeira de Vidago a norte e noroeste. A sul, a veiga da Campeã separa-a da serra do Marão.
Estão entre as principais curiosidades geológicas deste local as quedas de água conhecidas como Cascata de Fisgas do Ermelo, (uma das maiores da Europa) e Cascata de Agarez.